# Sam Ödmann
Sam Ödmann, född 14 augusti 1872 i Stockholm, död 9 juni 1902 i Neglinge, var en svensk målare och tecknare. 
Han var son till riksdagsmannen Samuel Ödmann och författaren Jenny Braun. Det finns få uppgifter om Ödmanns utbildning till konstnär, man vet att han reste till Paris för att studera vidare inom konsten. Han medverkade i en samlingsutställning i Gävle 1901. Hans bevarade konstproduktion är ganska liten och omfattar motiv från Humlegården, Kaknässkogen och Tyska skolan vid Norrtullsgatan. Ödmann är representerad vid Thielska galleriet i Stockholm med gouachen Landskap och med kolteckningen Moln.
Ödmann vistades på Ernest Thiels hem för fattiga konstnärer i Neglinge när han efter en tids depression tog sitt liv. Han var då skriven i Katarina församling i Stockholm.